# Sovrani di Baux

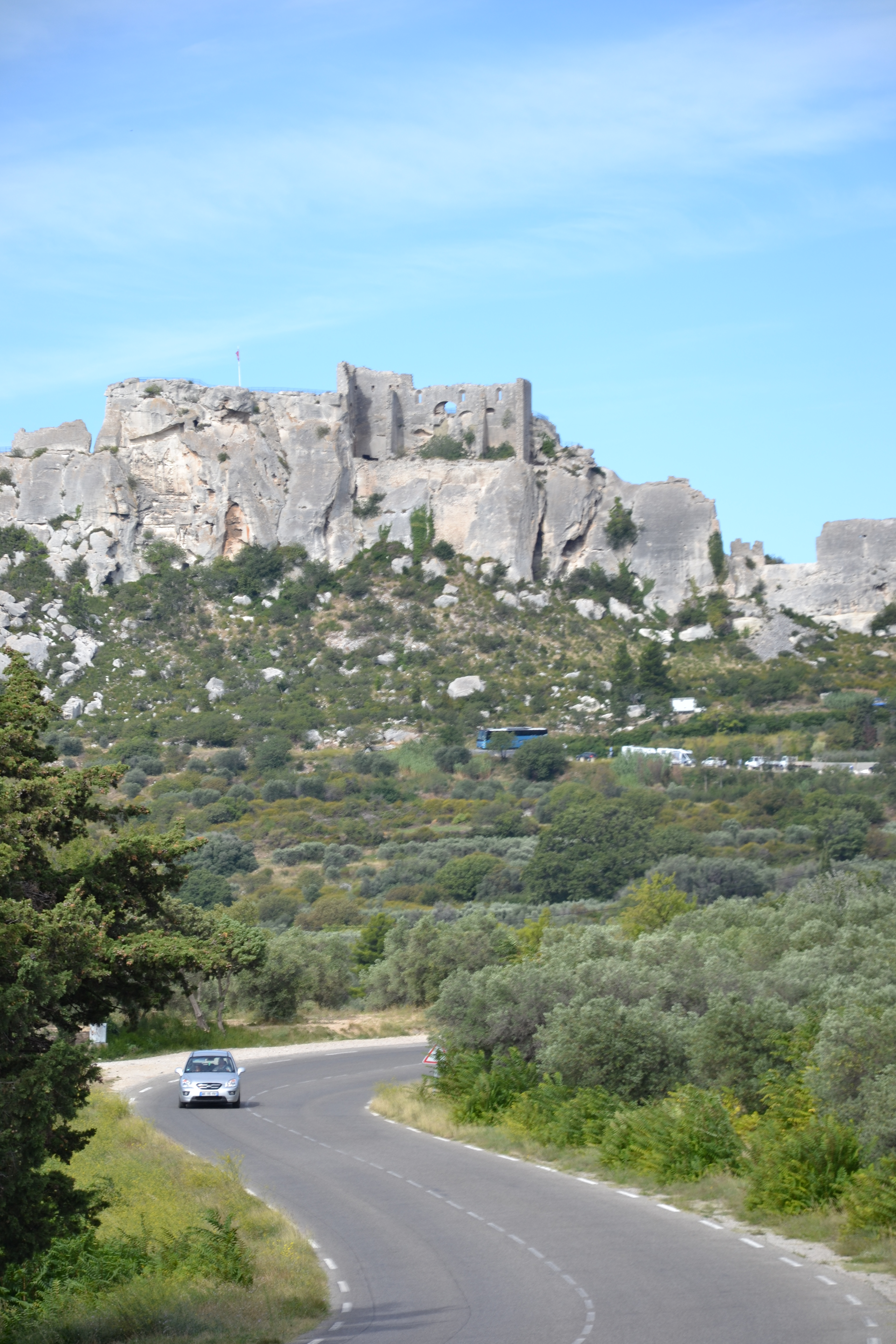
Il castello Les Baux-de-Provence

I signori di Baux costituivano una delle più potenti famiglie della bassa-Provenza medievale. La signoria di Baux venne creata nel 971 dall'imperatore Ottone I e concessa a Ponzio II di Foix il Vecchio, ma fu Ugo I che intorno all'anno mille ne assunse il titolo. La signoria crebbe attraverso una politica di alleanze e matrimoni con altre importanti famiglie. Il loro predominio verrà contrastato nel XII secolo dal conte di Barcellona, la cui salita al potere segnerà la fine della sovranità della Casa dei Baux in Provenza.

## Elenco dei governanti di Les Baux

### Capostipiti
- Leibulfo di Provenza (circa 750-835)[4]
- Pons d'Arles (fine IX secolo), capostipite della casata Del Balzo
- Ison d'Arles (circa 890-942)
- Pons II di Fos, detto il Vecchio (910-979 circa)

### Signori di Les Baux della Casata di Baux
- Pons III di Fos, detto il Giovane o Ponzio III, 1º signore di Baux, padre di
- Ugo I (?-1059), 2º signore di Baux, padre di
- Guglielmo Ugo I (1050-1110), 3º signore di Baux, padre di
- Raimondo I (1110-1149) 4º signore di Baux, padre di
- Ugo II (1150-1177) 5º signore di Baux

### Parentela con la Casa dei conti d'Orange

Blasone dei principi di Orange.

- Bertrando I (1177-1181), 6º signore di Baux e 1º principe di Orange, fratello di Ugo II e padre di
- Ugo III (1181-1240), 7º signore di Baux e 1° visconte di Marsiglia
- Barral I (1240-1268), 8º signore di Baux e 2° visconte di Marsiglia, padre di Bertrando II
- Bertrando II (1268-1305), 9º signore di Baux e 1º conte di Avellino, fratello di
- Raimondo (1305-1321), 10º signore di Baux e 2º conte di Avellino, padre di
- Ugo IV (1322-1351), 11º signore di Baux e 3º conte di Avellino, padre di
- Roberto (m. 1353), 12º signore di Baux e 4º conte di Avellino, fratello di
- Raimondo III (1353-1372) 13º signore di Baux e 5º conte di Avellino, padre di
- Giovanni I (1372-1375) 14º signore di Baux e 6º conte di Avellino
- Antonio (m. 1374) 15º signore di Baux e 7º conte di Avellino, fratello di Raimondo III
- Francesco (m. 1375), 16º signore di Baux e 8º conte di Avellino, fratello di Raimondo III
- Alice I (m. 1426), 17º signore di Baux e 9ª contessa di Avellino, sorella di Giovanni. Sotto la tutela di suo nonno Guglielmo Ruggero III di Beaufort, poi di suo zio Raimondo di Turenna e infine di suo marito Odone di Villars.

Questo ramo della Casa di Baux si estinse nel 1426. I domini vennero confiscati della contessa Iolanda di Aragona dai Conti di Provenza.

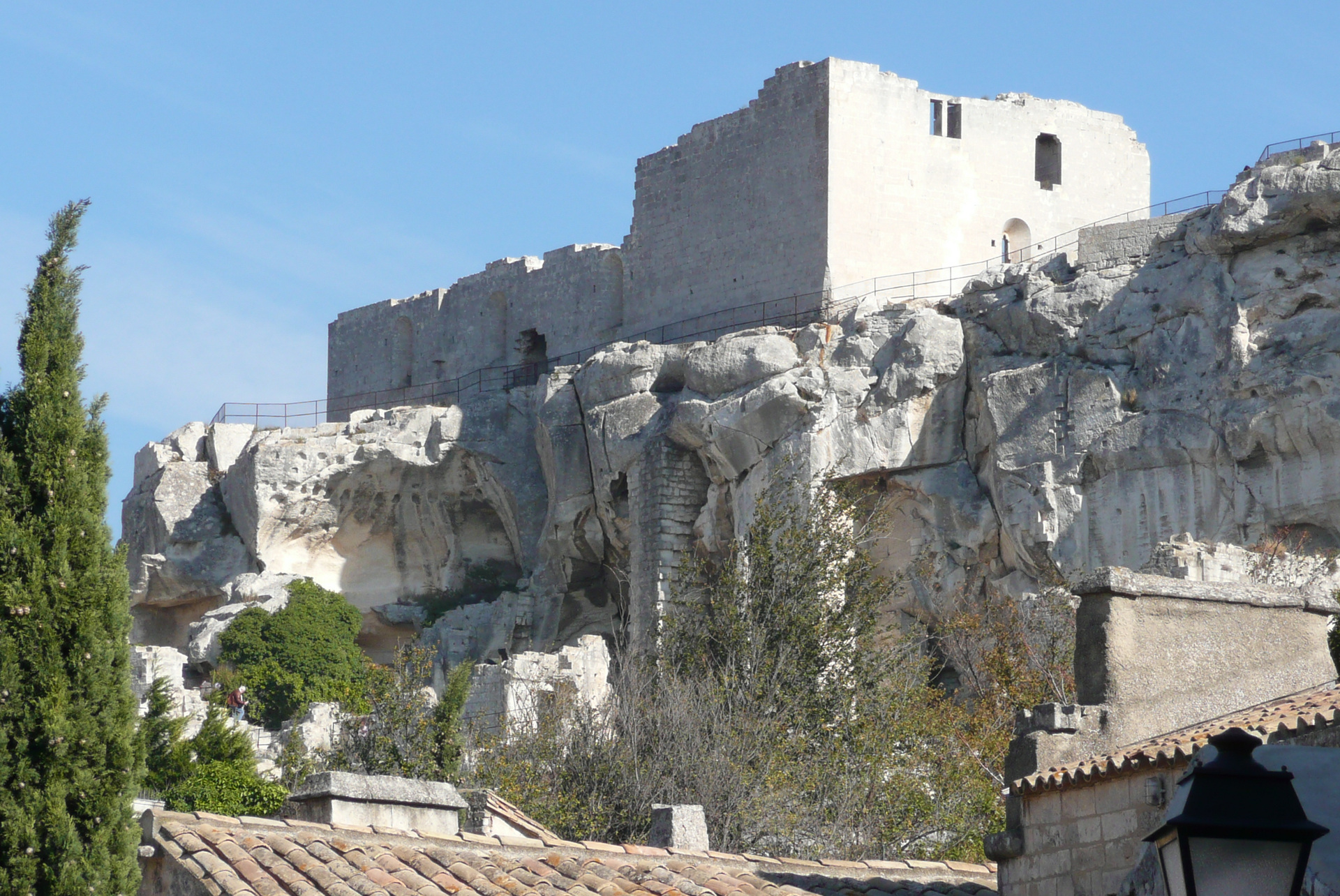
Baux
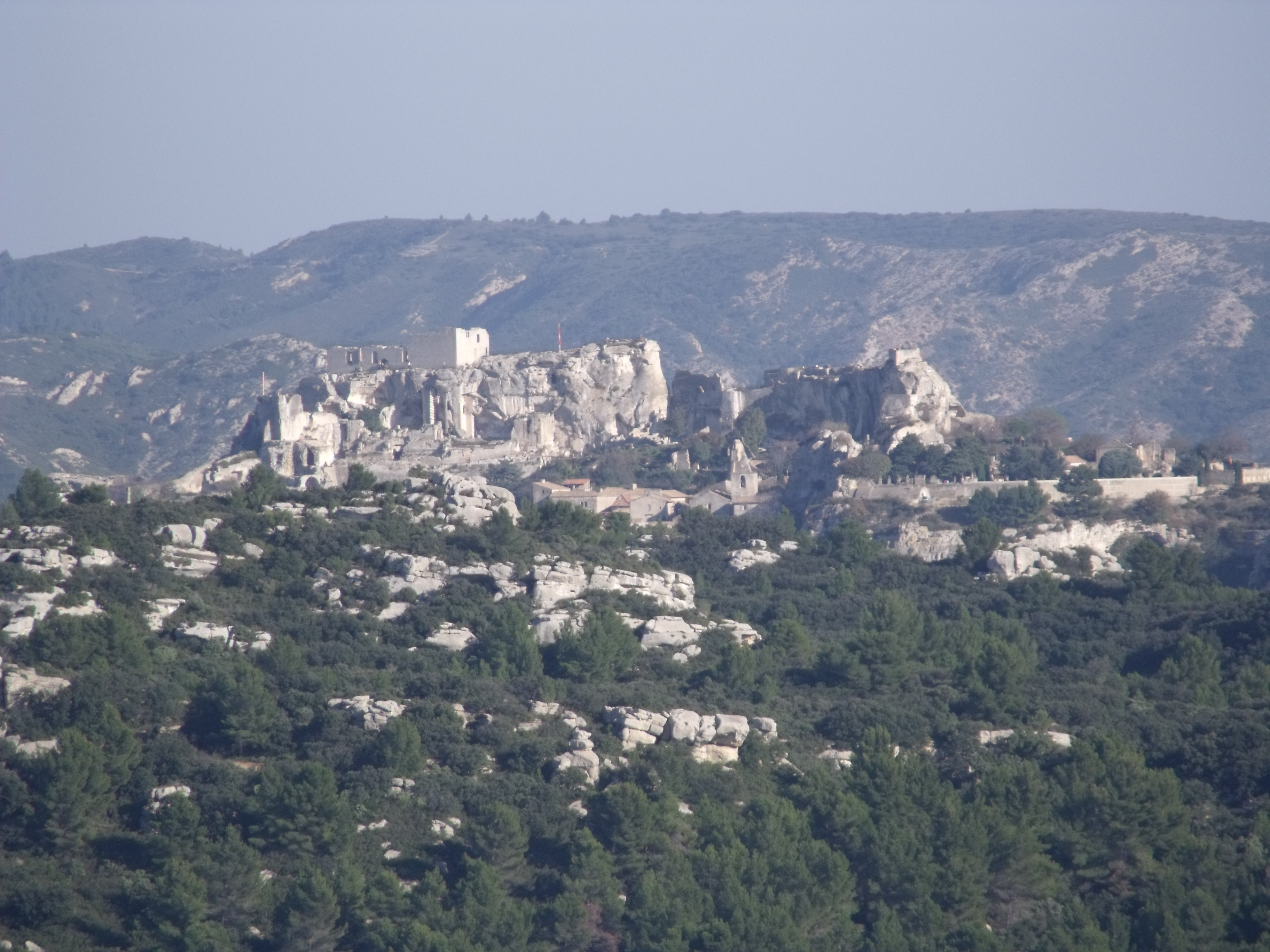
Montpaon
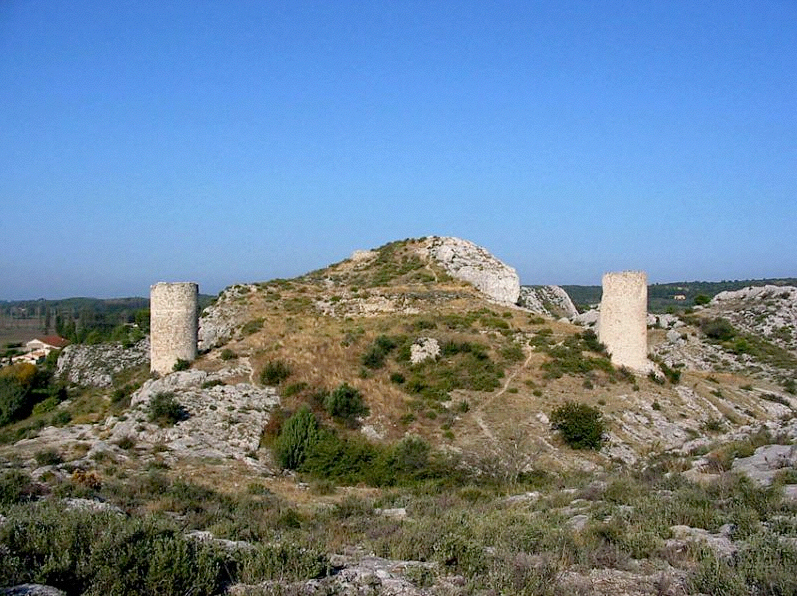
Castillon

La Casa dei Baux arrivò come "del Balzo" in Italia nel 1263 al seguito di Carlo I d'Angiò e, in seguito, si distinse nei due rami, tuttora esistenti e fiorenti, dei Duchi del Balzo di Caprigliano e dei Duchi del Balzo di Presenzano

### Signori di Baux della Casata di Valois-Angiò
- Renato I (1426-1480), anche Re di Napoli con il nome di Renato I
- Carlo I (1480-1482) figlio di

Nel 1482 i domini divennero parte delle terre della corona di Francia e il titolo passò ai re francesi

### Signori di Baux della Casata di Valois
- Luigi I (1482-1483), anche Re di Francia con il nome di Luigi XI
- Carlo II (1483-1498), anche Re di Francia con il nome di Carlo VIII
- Luigi II (1498-1513), anche Re di Francia con il nome di Luigi XII
- Francesco I (1515-1547), anche Re di Francia con il nome di Francesco I
- Enrico I (1547-1559), anche Re di Francia con il nome di Enrico II
- Francesco II (1559-1560), anche Re di Francia con il nome di Francesco II
- Carlo III (1560-1574), anche Re di Francia con il nome di Carlo IX
- Enrico II (1574-1589), anche Re di Francia con il nome di Enrico III

### Signori di Baux della Casata di Borbone
- Enrico III (1589-1610), anche Re di Francia e Navarra con il nome di Enrico IV
- Luigi III (1610-1643), anche Re di Francia e Navarra con il nome di Luigi XIII

Nel 1513 Luigi XII aveva promosso la Signoria di Baux a Baronia, che venne retta da un governatore, che godeva quindi del titolo di Barone.
Dal 1528 il Barone ricevette costante assistenza da un Capitano-Visore locale.

#### Baroni di Baux
- Bernardino di Baux (1513-1528)
- Anne de Montmorency (1528-1567)
- Honoré de Martins (1567-1582)
- Jacques de Bauche (1582-1621)
- Antonio di Villeneuve (1621-1631)

Alla morte di Anne (maschio malgrado il nome femminile) nel 1567, il Capitano-Visore divenne l'uomo più potente della Baronia.

#### Capitani-Visori di Baux
- Claude de Manville (1528-prima del 1553), le sue funzioni le assunse la sua vedova fino al 1553
- Pierre de Cotheron (1553-1560)
- Jean de Manville (1560-1562)
- Jean de Quiqueran-Ventabren (1562-1563)
- Gauchier de Quiqueran (1563-1564)
- Valentin de Grille (1564-1575)
- Peter de Véran (1575-1607)
- Peter de Savournin (1607-1618)
- Jacques de Vérassy (1618-1631)
- Nicolas Vincent (1631)

### Marchesi di Baux della Casa Grimaldi
Nel 1631, il feudo viene venduto dal Re alla comunità di Baux per poi passare nel 1642 formalmente al Principe Onorato II di Monaco col titolo di Marchesato di Baux. Il titolo entrerà in vigore ufficialmente però solo alla morte di Luigi I, nel 1701, con la salita al trono di Antonio I.
- 1642-1643 : Onorato II di Monaco (1597-1662), I marchese titolare, donò il titolo a suo figlio
- 1643-1651 : Ercole Grimaldi (1623-1651), figlio del precedente
- 1651-1662 : Luigi I di Monaco (1642-1701), figlio del precedente
- 1662-1701 : Antonio I di Monaco (1661-1731), figlio del precedente, I marchese sovrano
- 1717-1718 :  Antonio Carlo Grimaldi (1717-1718), figlio di Jacques de Goyon de Matignon e di Luisa Ippolita di Monaco
- 1720-1733 : Onorato III di Monaco (1720-1795), figlio di Jacques de Goyon de Matignon e di Luisa Ippolita di Monaco
- 1758-1814 : Onorato IV di Monaco (1758-1819), figlio del precedente
- Oscar Grimaldi (1814-1894), figlio illegittimo di Onorato V di Monaco, titolato da suo padre
- 1819-1841 : Florestano I di Monaco (1785-1856), fratello di Onorato V di Monaco
- 1841-1856 : Carlo III di Monaco (1818-1889), figlio del precedente
- 1856-1889 : Alberto I di Monaco (1848-1922), figlio del precedente
- 1889-1922 : Luigi II di Monaco (1870-1949), figlio del precedente
- 1944-1949 : Ranieri III di Monaco (1923-2005), nipote del precedente
- 1958-2005 : Alberto II di Monaco (1958-), figlio del precedente
- 2014-attuale : Giacomo di Monaco (2014-), figlio del precedente

Marchese di Baux (in francese: Marquis des Baux) è attualmente uno dei titoli ereditari del Principe di Monaco, e nello specifico quello che viene donato al figlio maggiore del Principe reggente.
Ad eccezione della Principessa Carlotta, indicata col titolo di S.A.S. la Marchesa di Baux, il titolo è sempre stato concesso ai membri ereditari della famiglia.

### Signori di Berre, Meyragues, Puyricard e della linea di Marignano
- Bertrando II, secondo figlio di Bertrando I di Baux, Signore di Berre, Meyragues e Puyricard, e di Marignane (1181-1201)

Da questa famiglia si originarono i Signori di Berre, Signori di Meyrargues e Puyricard, che si estinsero nel 1349, e i Signori di Marignane, che confluirono nella Casata di Valois-Angiò, come del resto nei duchi di Andria.

### Principi di Orange della Casata di Baux
- Bertrando I di Baux (1171-1181)
- Guglielmo I (1181-1218), Conte di Orange, figlio minore di Bertrando I di Baux
- Raimondo I (1218-1282)
- Bertrand II (1281-1314)
- Raimondo II (1314-1340)
- Raimondo III (1340-1393)
- Maria di Baux (1393-1417), figlia di Raimondo III, sposata a Giovanni III di Chalon-Arlay

Nel 1417 la Casa di Ivrea o Casa di Chalon-Arlay succedette come principi di Orange.
Un fratello di Guglielmo I iniziò la linea dei Signori di Courthezon (Casa di Baux-Courthezon), che si estinse nel 1393. Un altro fratello iniziò la linea dei Signori di Suze, Solérieux e Barri (Casa di Baux-Suze-Solerieux-Barri), che si estinse e tornò alla Casata di Orange.